# Arrondissement de Munich
L'arrondissement de Munich est un arrondissement (Landkreis en allemand) de Bavière (Allemagne) situé dans le district (Regierungsbezirk en allemand) de Haute-Bavière. 
Son chef-lieu est Munich.

## Géographie
L’apparence de l'arrondissement est dominé par la présence de la "Münchener Schotterebene" (Plaine de cailloux munichoise), formant un grand plateau presque sans élévations naturelles. Seul l'Isar, qui coupe l'arrondissement en deux parties et qui a formé au Sud des pentes raides s'élevant parfois à plus de 50 m. Les communes proches de Munich, qui ont parfois aussi l'air d'une Cité-jardin (Allemand: "Gartenstadt"), sont très urbanisées, mais plus on s'éloigne de Munich, plus on retrouve la campagne.

## Villes, communes & communautés d'administration
(nombre d'habitants en 2006)
| Villes 1. Garching bei München (15 328) 2. Unterschleißheim (26 175) Gemeindefreie Gebiete (69,97 km²) 1. Forstenrieder Park (37,08 km²) 2. Grünwalder Forst (19,53 km²) 3. Perlacher Forst (13,36 km²) | Gemeinden 1. Aschheim (6 826) 2. Aying (4 323) 3. Baierbrunn (2 786) 4. Brunnthal (4 653) 5. Feldkirchen (5 882) 6. Gräfelfing (12 907) 7. Grasbrunn (5 996) 8. Grünwald (10 947) 9. Haar (18 175) 10. Hohenbrunn (8 722) 11. Höhenkirchen-Siegertsbrunn (9 252) 12. Ismaning (14 836) 13. Kirchheim bei München (12 112) 14. Neubiberg (13 215) | 1. Neuried (7 797) 2. Oberhaching (12 350) 3. Oberschleißheim (11 445) 4. Ottobrunn (19 750) 5. Planegg (10 638) 6. Pullach im Isartal (8 684) 7. Putzbrunn (5 870) 8. Sauerlach (6 348) 9. Schäftlarn (5 487) 10. Straßlach-Dingharting (2 868) 11. Taufkirchen (17 587) 12. Unterföhring (7 784) 13. Unterhaching (21 807) |